# Загальноосвітня школа № 29 (Кременчук)
Кременчу́цька гімназія № 29 — заклад загальної середньої освіти №29 розташований у Кременчуці на Раківці. Будівля гімназії є пам'яткою архітектури.

## Історія
Відкрилась гімназія № 29 імені Людмили Корабліної 1 вересня 1939 року.
За матеріалами енциклопедичного довідника «Полтавщина» («Українська Енциклопедія» ім. М. П. Бажана, 1992) Людмила Корабліна вчилася в цій гімназії  з 1940 по 1941 роки. У період окупації Крюкова під час Радянсько-німецької війни вона входила до складу підпільної групи Г. Ф. Петько, яка базувалася в Крюкові. Була зв'язковою, потім забезпечувала групу боєприпасами. Влаштувалася на роботу в майстерню по ремонту військової техніки (вагонний завод). Замучена фашистами. Після арешту, фашисти близько місяця катували Люду, на її очах розстріляли батька, матір, і маленьку сестру Нелю, але Люда не видала імена інших підпільників. Пізніше і її розстріляли на березі Дніпра.
З рукотворної книги Ю. П. і Л. Д. Шаткових «Живи, Пам'ять!», розділ: «Школярам про Велику Вітчизняну війну»
«…Гнали Люду на розстріл темної глупої ночі. Дівчина не покорилась і загинула. Пала смертю хоробрих».
З 2006 р. гімназію очолює директор Бордюг Любов Володимирівна.
З 2018 року у гімназії функціонує свій власний сучасний харчоблок. До цього їжа була привізною. За словами директора закладу Любові Бордюг, гімназія тепер має власну сучасну кухню, завдяки чому гарячим харчуванням охоплено майже 100 % учнів.

## Визначні постаті
Добру пам'ять серед вихованців та вчителів гімназії залишили ветерани педагогічної праці: Шаманова Г. Г., Петрішинец Т. І., Терещенко А. В., Атаджанова В. Г., І. Г. Дядєністова.

## Структура
Сьогодні у школі навчається 205 учнів, працює 25 учителів, з них:
- Звання «Старший учитель» мають 3 учителі;
- Вищу кваліфікаційну категорію — 9 учителів;
- І кваліфікаційну категорію — 5 учителів;
- II кваліфікаційну категорію — 4 учителі;
- Спеціаліст — 6 учителів.